# ورزقان (ورزقان)
ورزقان هي قرية في مقاطعة ورزقان، إيران. عدد سكان هذه القرية هو 131 في سنة 2006.